# Cimitero di Rifredi
Cimitero di Rifredi je malý hřbitov ve čtvrti Rifredi na via Panciatichi a via delle Tre Pietre v italské Florencii.

## Historie
Byl založen v roce 1893 spolkem Venerabile Arciconfraternita della Misericordia di Firenze a jsou zde pohřbíváni jeho členové a farníci Santo Stefano in Pane a Santa Maria Regina della Pace. Mají zde hroby politik Giorgio La Pira, Giulio Facibeni nebo hudebník Ringo De Palma.